# Erenna cornuta
Erenna cornuta is een hydroïdpoliep uit de familie Agalmatidae. De poliep komt uit het geslacht Erenna. Erenna cornuta werd in 2001 voor het eerst wetenschappelijk beschreven door Pugh. 